# الصهرية
الصهرية قرية في منطقة الغاب في محافظة حماة في سورية. تقع في أقصى شمال غرب المحافظة قرب حدود محافظة إدلب.